# جاك تايلور (لاعب كريكت)
جاك تايلور (12 نوفمبر 1991 في المملكة المتحدة - ) (بالإنجليزية: Jack Taylor)‏ هو لاعب كريكت بريطاني. لعب مع نادي مقاطعة غلوستر للكريكت ‏.

## وصلات خارجية
- جاك تايلور على موقع إي آس بي آن كريك إنفو (الإنجليزية)